# Slavina (Postojna, Slovenija)
Slavina je naselje u slovenskoj Općini Postojni. Slavina se nalazi u pokrajini Notranjskoj i statističkoj regiji Notranjsko-kraškoj. 

## Stanovništvo
Prema popisu stanovništva iz 2002. godine naselje je imalo 206 stanovnika.